# Pietro Parente
Pietro Parente (Casalnuovo Monterotaro, Itália, 16 de fevereiro de 1891 –  Roma, Itália, 29 de dezembro de 1986) foi um cardeal arcebispo teólogo italiano. Foi o chefe do Santo Ofício. Foi feito um cardeal em 26 de junho de 1967. Em seu auge, ele foi considerado como um dos mais importantes teólogos italianos.

## Biografia
Parente cursou o seminário Metropolitano de Benevento em 1906-1909 e em seguida, no Pio  Seminário de Roma e na Pontifícia Universidade de Santo Apolinário, onde recebeu seu doutorado em filosofia. Recebeu depois o doutorado em teologia na Pontifícia Universidade Lateranense e também estudou na Universidade de Nápoles. Ele foi um discípulo inicialmente de Louis Billot.
Foi ordenado sacerdote em 18 de Março de 1916 em Roma e teve imediatamente o cargo de reitor do Seminário Arquidiocesano de Nápoles, que ele manteve até 1926, quando se mudou a Roma como professor na Pontifícia Universidade Lateranense. De 1934 a 1938 foi reitor da Pontifícia Universidade Urbaniana. Em 1938, voltou a Nápoles, onde fundou as faculdades de teologia e direito canônico, mas já em 1940 ele retornou a Roma, ainda como professor na Pontifícia Universidade Lateranense.
Em 15 de setembro de 1955, foi nomeado arcebispo de Perugia e foi consagrado bispo em 23 de outubro do mesmo ano. Em 23 de outubro 1959, tornou-se Arcebispo titular de Ptolemaida na Tebaida, com o cargo de comissário do Santo Ofício.
Ele participou do Concílio Vaticano II, e inicialmente aderiu às posições da ala conservadora do Coetus Internationalis Patrum, mas em setembro de 1964, durante o debate sobre a colegialidade na Igreja, ele tomou posição em favor do esquema do teólogo Giuseppe Alberigo, que havia se aliado com a ala mais progressista. Essa posição causou uma profunda impressão, porque Parente era um consultor do Santo Ofício, que se situou em posições conservadoras.
Foi secretário da Congregação para a Doutrina da Fé, a partir de 07 de dezembro de 1965 a 1967.
O Papa Paulo VI o elevou ao posto de cardeal no consistório de 26 de Junho 1967 e 29 de junho do mesmo ano, ele recebeu o título de São Lourenço em Lucina.
Ele morreu em 1986 aos 95 anos e foi sepultado no Santuário da Virgem do Rochedo de Casalnuovo Monterotaro.

## Pensamento
Considerado o maior expoente da escola romana de teologia do século XX, ele em particular, usou a metodologia de sua escola neotomista para o campo da reflexão teológica contemporânea, colocando em dúvida o pensamento várias vezes pós-conciliar, que enfatizava como frágil. Porém ele entendia as doutrinas de São Tomás de Aquino "não como um dogma inviolável, mas como uma conquista laboriosa que deixa em aberto a evolução, ela nos convida a segui-la, seguindo seu método".
Ele dedicou-se principalmente a estudos cristológicos e eclesiológicos, e suas principais obras são Teologia di Cristo e L'Io di Cristo.
Na eclesiologia foi um dos principais defensores da colegialidade dos bispos, trazendo sua tese no Concílio Vaticano II.